# Machine II Machine
Machine II Machine es el quinto álbum de estudio de la cantante alemana Doro Pesch. Fue lanzado en marzo de 1995 y mezclado por el reconocido productor Kevin Shirley, junto a Greg Smith. Fue producido por Jack Ponti (Bon Jovi, Alice Cooper, Baton Rouge). La canción "Ceremony" es un remix realizado por la banda de metal industrial alemana Die Krupps Contó con la colaboración del guitarrista de la banda The Cars, Elliot Easton.

## Lista de canciones
| N.º | Título                                             | Escritor(es)                            | Duración |  |
| 1.  | «Tie Me Up»                                        | Doro, Jack Ponti, Greg Smith            | 4:59     |  |
| 2.  | «The Want»                                         | Pesch, Ponti, Camus Celli, Andres Levin | 6:30     |  |
| 3.  | «Ceremony»                                         | Pesch, Ponti, Celli, Levin              | 4:56     |  |
| 4.  | «Machine II Machine»                               | Pesch, Ponti, Smith                     | 5:01     |  |
| 5.  | «Are They Coming for Me»                           | Pesch, Ponti, Elliot Easton             | 4:38     |  |
| 6.  | «Can't Stop Thinking about You»                    | Pesch, Ponti, Celli, Levin              | 4:19     |  |
| 7.  | «Don't Mistake It for Love»                        | Pesch, Ponti, Nick Douglas              | 4:22     |  |
| 8.  | «Desperately»                                      | Pesch, Ponti, Harold Frazee             | 4:58     |  |
| 9.  | «Love Is the Thrill»                               | Pesch, Ponti, Smith                     | 4:06     |  |
| 10. | «Light in the Window»                              | Pesch, Ponti, Danny Tate                | 4:24     |  |
| 11. | «Welcome to the Tribe»                             | Pesch, Ponti, Celli, Levin              | 3:25     |  |
| 12. | «Like Whiskey Straight»                            | Pesch, Ponti, Smith                     | 4:38     |  |
| 13. | «In Freiheit Stirbt Mein Herz»                     | Pesch, Ponti, Earl Slick                | 5:42     |  |
| 14. | «Ceremony» (Rattlesnake Bite remix por Die Krupps) |                                         | 5:05     |  |

## Personal
- Doro – voz
- Jack Ponti – guitarra, producción
- Greg Smith – guitarra, mezcla
- Andres Levin – guitarra, bajo
- Camus Celli – batería
- Harold Frazee – teclados
- Nick Douglas – bajo
- Johnny Dee – batería
- John Pfeiffer – guitarra
- Elliot Easton – guitarra
- Earl Slick – guitarra